# Adriana Albini
Adriana Albini (Veneza, 2 de setembro de 1955) é uma patologista italiana e pesquisadoras sobre o câncer. Ela desenvolveu o conceito de angioprevenção que pode ser usado para controlar o desenvolvimento do câncer. Ela também é uma esgrimista competitiva e teve seis de seus romances publicados. Em 2000 foi Diretora Científica da Fondazione MultiMedica Onlus em Milão.

## Vida
Albini nasceu em Veneza, na Itália, em 2 de setembro de 1955. 
Em 1985 ela obteve seu doutorado e trabalhou como pesquisadora no Instituto Max Planck de Bioquímica. 
Ela trabalha em Milão na Fondazione MultiMedica Onlus, onde é Diretora Científica. Ela desenvolveu o conceito de Angioprevenção.  Angiogênese é o nome dado ao processo de formação de vasos sanguíneos e, portanto, impedir que esse processo funcione poderia ser usado para prevenir o desenvolvimento de doenças.  Albini e outros mostraram que vários medicamentos e compostos naturais para a quimioprevenção do câncer (ou quimioprofilaxia) na verdade impedem a formação de vasos sanguíneos tumorais.  Seu conceito foi ampliado através da identificação de muitos outros compostos "angiopreventivos". 
Albini foi a primeira italiana a servir no conselho da Associação Americana para Pesquisa do Câncer.  Em 2014, o Conselho Provincial de Brescia concedeu-lhe o prêmio ''Donne Che Ce L'hanno Fatta'' (Mulheres que Conseguiram). No ano seguinte, ela recebeu um Prêmio de Reconhecimento Especial da Rede Internacional de Mulheres Inventoras e Inovadoras da União Européia (EUWIIN). Em 2020, Albini foi identificada como uma das 100 mulheres da BBC. 

## Outros interesses
Albini escreveu seis romances sob um pseudônimo. Ela também é uma esgrimista competitiva  e, em maio de 2015, ganhou a medalha de prata no campeonato europeu de esgrima de veteranos em sua classe de idade, atrás de Marja-Liisa Someroja da Finlândia. 